# Autosadismo

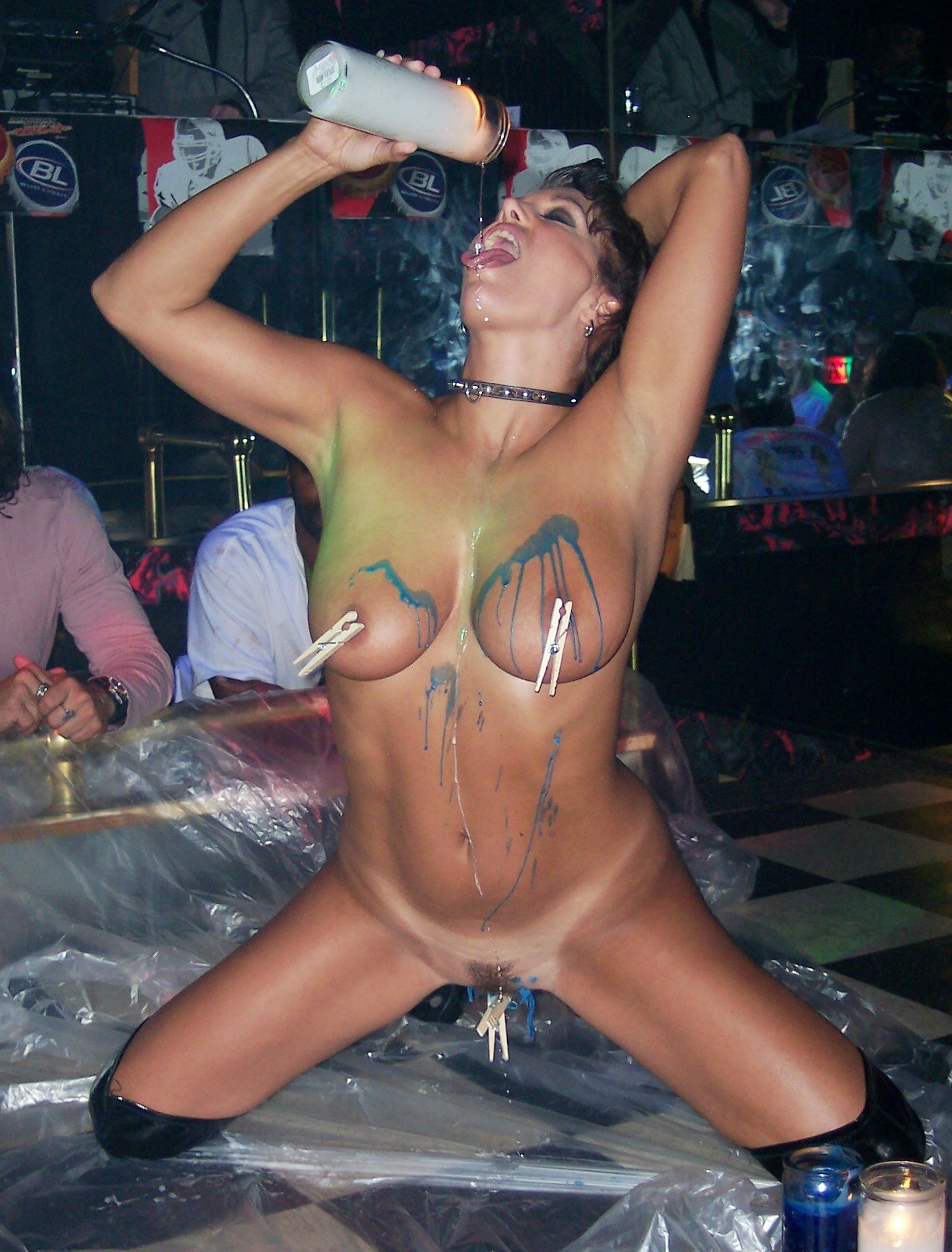
La actriz pornográfica estadounidense Felicia Fox sobre un escenario. Tiene el cuerpo parcialmente cubierto de cera y lleva pinzas en los pezones, la vulva y clítoris.

Autosadismo o automasoquismo es una parafilia que consiste en infligirse dolor a sí mismo. Este comportamiento puede estar relacionado con la autolesión e implica la excitación sexual y, en muchas ocasiones, es vista como una forma de masoquismo, una forma sublimada de sadismo o un medio para experimentar algolagnia, tendencia sexual que se define como la obtención de placer sexual por medio del dolor físico. También es común que actúe «como sustituto del orgasmo».
Se cree que tiene relación con la asfixia erótica y es practicada comúnmente por hombres.